# Marc-André ter Stegen
Marc-André ter Stegen (ur. 30 kwietnia 1992 w Mönchengladbach) – niemiecki piłkarz, występujący na pozycji bramkarza w hiszpańskim klubie FC Barcelona oraz w reprezentacji Niemiec. Zdobywca Pucharu Konfederacji 2017.

## Kariera klubowa
Karierę piłkarską rozpoczynał w wieku 4 lat w klubie Borussia Mönchengladbach. W 2009 zaczął grać w rezerwach tego klubu w Fußball-Regionallidze. W 2010 został zgłoszony do kadry pierwszego zespołu. W trakcie sezonu 2010/2011 (po 28. kolejce ligowej), gdy trenerem Borussii został Lucien Favre, ter Stegen stał się podstawowym bramkarzem. W Bundeslidze zadebiutował 10 kwietnia 2011 w zwycięskim 5:1 domowym meczu z 1. FC Köln. Na koniec sezonu 2010/2011 przyczynił się do utrzymania Borussii w najwyższej klasie rozgrywek piłkarskich w Niemczech. 
22 maja 2014 podpisał 5-letni kontrakt z hiszpańskim klubem FC Barcelona. Ter Stegen zadebiutował w tym klubie 17 września 2014 w meczu Ligi Mistrzów przeciwko cypryjskiemu zespołowi APOEL FC, wygranym przez drużynę ze stolicy Katalonii 1:0. W swoim debiutanckim sezonie w barcelońskim klubie, czyli 2014/2015, zdobył z nim najważniejsze trofea piłkarskie w Hiszpanii, mistrzostwo kraju i Puchar Króla, a ponadto wygrał Ligę Mistrzów.
30 maja 2017 podpisał z klubem z Barcelony nowy kontrakt, wiążący go z tą drużyną na pięć kolejnych lat. Umowa zawierała klauzulę wykupu wynoszącą 180 milionów euro. 20 października 2020 złożył podpis pod kolejnym pięcioletnim kontraktem z FC Barceloną, w którym klauzula wykupu wyniosła tym razem 500 milionów euro.

## Kariera reprezentacyjna
Ter Stegen ma za sobą występy w młodzieżowych reprezentacjach Niemiec: U-16, U-17, U-18 i U-19. W 2009 był podstawowym bramkarzem kadry U-17 podczas Mistrzostw Świata U-17 w Nigerii.
26 maja 2012 zadebiutował w seniorskiej reprezentacji w przegranym 3:5 towarzyskim meczu ze Szwajcarią.
Ter Stegen został powołany do reprezentacji Niemiec na Mistrzostwa Europy 2016, jednak na turnieju tym nie rozegrał ani jednej minuty. Był pierwszym bramkarzem podczas Pucharu Konfederacji 2017, a w finałowym meczu przeciwko Chile został wybrany piłkarzem meczu.

## Styl gry
Marc-André ter Stegen słynie z dobrej gry nogami. W 2020 w wywiadzie dla czasopisma „Marca” Salvador Sadurní, były wieloletni bramkarz FC Barcelony, stwierdził, że w stylu gry jest bardzo podobny do swojego rodaka Manuela Neuera, jednak jest od niego bardziej spektakularny. 

## Statystyki

### Klubowe
(aktualne na 18 maja 2025)
| Klub                        | Sezon      | Liga  | Liga   | Puchar kraju | Puchar kraju | Europa | Europa | Inne  | Inne   | Suma  | Suma   |
| Klub                        | Sezon      | Mecze | Bramki | Mecze        | Bramki       | Mecze  | Bramki | Mecze | Bramki | Mecze | Bramki |
| --------------------------- | ---------- | ----- | ------ | ------------ | ------------ | ------ | ------ | ----- | ------ | ----- | ------ |
| Borussia Mönchengladbach II | 2009/2010  | 3     | 0      | -            | -            | -      | -      | -     | -      | 3     | 0      |
| Borussia Mönchengladbach II | 2010/2011  | 15    | 0      | -            | -            | -      | -      | -     | -      | 15    | 0      |
| Borussia Mönchengladbach II | Razem      | 18    | 0      | 0            | 0            | 0      | 0      | 0     | 0      | 18    | 0      |
| Borussia Mönchengladbach    | 2010/2011  | 6     | 0      | 0            | 0            | -      | -      | 2     | 0      | 8     | 0      |
| Borussia Mönchengladbach    | 2011/2012  | 34    | 0      | 5            | 0            | -      | -      | -     | -      | 39    | 0      |
| Borussia Mönchengladbach    | 2012/2013  | 34    | 0      | 2            | 0            | 9      | 0      | -     | -      | 45    | 0      |
| Borussia Mönchengladbach    | 2013/2014  | 34    | 0      | 1            | 0            | -      | -      | -     | -      | 35    | 0      |
| Borussia Mönchengladbach    | Razem      | 108   | 0      | 8            | 0            | 9      | 0      | 2     | 0      | 127   | 0      |
| FC Barcelona                | 2014/2015  | 0     | 0      | 8            | 0            | 13     | 0      | -     | -      | 21    | 0      |
| FC Barcelona                | 2015/2016  | 7     | 0      | 7            | 0            | 10     | 0      | 2     | 0      | 26    | 0      |
| FC Barcelona                | 2016/2017  | 36    | 0      | 1            | 0            | 9      | 0      | 0     | 0      | 46    | 0      |
| FC Barcelona                | 2017/2018  | 37    | 0      | 0            | 0            | 9      | 0      | 2     | 0      | 48    | 0      |
| FC Barcelona                | 2018/2019  | 35    | 0      | 2            | 0            | 11     | 0      | 1     | 0      | 49    | 0      |
| FC Barcelona                | 2019/2020  | 36    | 0      | 2            | 0            | 8      | 0      | 0     | 0      | 46    | 0      |
| FC Barcelona                | 2020/2021  | 31    | 0      | 4            | 0            | 5      | 0      | 2     | 0      | 42    | 0      |
| FC Barcelona                | 2021/2022  | 35    | 0      | 1            | 0            | 12     | 0      | 1     | 0      | 49    | 0      |
| FC Barcelona                | 2022/2023  | 38    | 0      | 3            | 0            | 7      | 0      | 2     | 0      | 50    | 0      |
| FC Barcelona                | 2023/2024  | 28    | 0      | 0            | 0            | 8      | 0      | 0     | 0      | 36    | 0      |
| FC Barcelona                | 2024/2025  | 8     | 0      | 0            | 0            | 1      | 0      | 0     | 0      | 9     | 0      |
| FC Barcelona                | Razem      | 291   | 0      | 28           | 0            | 93     | 0      | 10    | 0      | 422   | 0      |
| W karierze                  | W karierze | 414   | 0      | 36           | 0            | 102    | 0      | 12    | 0      | 567   | 0      |

### Reprezentacyjne
(aktualne na 22 października 2024)
| Reprezentacja | Rok     | Mecze | Gole |
| ------------- | ------- | ----- | ---- |
| Niemcy        | 2012    | 2     | 0    |
| Niemcy        | 2013    | 1     | 0    |
| Niemcy        | 2014    | 1     | 0    |
| Niemcy        | 2015    | 0     | 0    |
| Niemcy        | 2016    | 5     | 0    |
| Niemcy        | 2017    | 10    | 0    |
| Niemcy        | 2018    | 3     | 0    |
| Niemcy        | 2019    | 3     | 0    |
| Niemcy        | 2020    | 0     | 0    |
| Niemcy        | 2021    | 3     | 0    |
| Niemcy        | 2022    | 3     | 0    |
| Niemcy        | 2023    | 8     | 0    |
| Niemcy        | 2024    | 4     | 0    |
| Łącznie       | Łącznie | 42    | 0    |

## Sukcesy

### FC Barcelona
- Mistrzostwo Hiszpanii: 2014/2015, 2015/2016, 2017/2018, 2018/2019, 2022/2023, 2024/2025
- Puchar Króla: 2014/2015, 2015/2016, 2016/2017, 2017/2018, 2020/2021, 2024/2025
- Superpuchar Hiszpanii: 2016, 2018, 2022/2023, 2024/2025
- Liga Mistrzów UEFA: 2014/2015
- Superpuchar Europy UEFA: 2015
- Klubowe mistrzostwo świata: 2015

### Reprezentacyjne
- Puchar Konfederacji: 2017
- Mistrzostwo Europy U-17: 2009

### Wyróżnienia
- Drużyna turnieju Mistrzostw Europy U-17: 2009
- Bramkarz sezonu Bundesligi wg kicker: 2011/2012
- Gracz finału Pucharu Konfederacji: 2017
- Drużyna sezonu Ligi Mistrzów: 2014/2015, 2018/2019
- Drużyna Roku UEFA: 2018

## Życie prywatne
Ma holenderskie korzenie. 
W 2017 wziął ślub z Danielą Jehle, którą poznał pięć lat wcześniej. 28 grudnia 2019 urodził się ich syn Ben.